# 2009 en Arménie
Cet article présente les faits marquants de l'année 2009 en Arménie.

## Évènements

### Janvier
- Vendredi 9 janvier 2009 : à la suite d'une avarie sur un important gazoduc traversant l'est de la Géorgie, le transit du gaz russe est suspendu pour cinq jours selon une estimation initiale. L'Arménie consomme quotidiennement jusqu'à 9 millions de mètres cubes de gaz et le pays est totalement dépendant de la Russie pour ses livraisons de gaz qui transitent par la Géorgie et sont estimées à quelque deux milliards de mètres cubes par an.
- Mardi 13 janvier 2009 : la compagnie arménienne de gaz ArmRosgazprom annonce que les livraisons de gaz russe à l'Arménie ont repris après la réparation de dommages causés sur un important oléoduc traversant la Géorgie.

### Février
- Mercredi 4 février 2009 : le président biélorusse Alexandre Loukachenko annonce que la Russie et quatre autres pays de l'ex-URSS (Biélorussie, Kazakhstan, Kirghizstan et Tadjikistan) ont décidé à Moscou de créer un fonds commun de 10 milliards de dollars pour lutter contre les conséquences de la crise économique. Le même jour, les présidents de la Russie, de la Biélorussie, du Kazakhstan, et du Tadjikistan auxquels se joint de l'Ouzbékistan et l'Arménie décident de créer des « forces armées collectives » afin de répondre à d'éventuelles menaces extérieures.

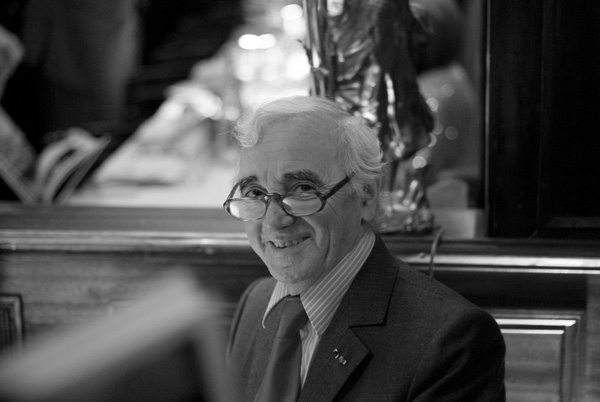
Charles Aznavour (octobre 2007)

- Jeudi 12 février 2009 : le chanteur Charles Aznavour (84 ans) annonce sa nomination comme nouvel ambassadeur d'Arménie en Suisse. Né en France de parents arméniens, il a obtenu la nationalité arménienne en décembre 2008.

- Jeudi 26 février 2009 : la Banque Mondiale annonce qu'elle accorde une aide de 35 millions de dollars à l'Arménie en la faisant bénéficier d'une nouvelle facilité de prêts d'urgence. Ce prêt, à long terme et sans intérêt, est accordé par l'Association internationale de développement (AID). L'Arménie doit faire face au tarissement des envois de fonds par les émigrés, une ressource qui avait représenté 20 % de son produit intérieur brut en 2008.

### Avril
- Lundi 6 avril 2009 : le président américain Barack Obama a abordé le génocide arménien perpétré par les Turcs en 1915 lors de sa visite au parlement turc, assurant qu'il faut « surmonter le passé après les évènements de 1915 » en saluant les « mesures prises par les leaders turques et arméniens », demandant « une frontière ouverte entre les deux pays » affirmant que les États-Unis soutenaient la « normalisation des relations entre les deux pays ».
- Mardi 21 avril 2009 : la Turquie et l'Arménie, qui n'ont pas de relations diplomatiques, sont tombées d'accord sur une « feuille de route » en vue d'une « normalisation de leurs relations bilatérales », au cours de discussions avec la médiation de la Suisse. Ankara n'entretient pas de relations diplomatiques avec Erevan depuis l'indépendance de l'Arménie en 1991 en raison de divergences sur la question des massacres d'Arméniens survenus dans l'Empire ottoman entre 1915 et 1917. Les massacres et déportations d'Arméniens entre 1915 et 1917 ont fait plus d'un million et demi de morts selon les Arméniens, 300 000 à 500 000 selon la Turquie qui récuse la notion de génocide reconnue notamment par la France, le Canada et le Parlement européen.

### Mai
- Mardi 5 mai 2009 : le ministère de la Défense annonce que l'Arménie, principal allié de la Russie dans le Caucase, renonce à participer aux manœuvres de l'OTAN en Géorgie qui débutent le lendemain.

### Octobre
- Samedi 10 octobre 2009 : à Zurich, signature avec la Turquie, sous l'égide du secrétaire d'État américain Hillary Clinton, d'un protocole d'accord en vue de l'établissement de relations diplomatiques et la réouverture de la frontière entre les deux pays fermée depuis 1993.